# 30 de enero
El 30 de enero es el 30.º (trigésimo) día del año del calendario gregoriano. Quedan 335 días para finalizar el año y 336 en los años bisiestos.

## Acontecimientos
- 1500: en Brasil, el navegante español Vicente Yáñez Pinzón es el primer europeo que avista la desembocadura del río Amazonas.
- 1648: en Münster (Alemania) se firma la Paz de Westfalia, finalizando la guerra de los Treinta Años entre Países Bajos y España y a su vez la guerra de los Ochenta Años entre los mismos países.
- 1649: en Londres es decapitado el rey Carlos I de Inglaterra.
- 1661: en la Abadía de Westminster (Londres), Oliver Cromwell es desenterrado (había fallecido el 3 de septiembre de 1658) y sujeto a una ejecución ritual.
- 1704 («19 de enero» según el calendario juliano), miércoles: en Inglaterra se realiza un ayuno nacional decretado por la reina Ana como expiación por la Gran Tormenta de 1703 (que sucedió entre el 5 y el 13 de diciembre de 1703, la más violenta registrada en toda la Historia en ese país, que dejó un saldo de entre 8 000 y 15 000 víctimas.
- 1766: en Lima se funda la plaza de toros de Acho.
- 1790: en el río Tyne (Northumberland, Inglaterra) se prueba el primer bote salvavidas.
- 1816: la Iglesia Católica, mediante el breve apostólico Etsi longissimo terrarum, condena las rebeliones emancipadoras contra España en América.
- 1820: el irlandés Edward Bransfield (1785-1852) llega a la península Trinidad (la punta norte de la Península Antártica), convirtiéndose en la primera persona en avistar la Antártida.
- 1835: en el Capitolio de los Estados Unidos, un enfermo mental llamado Richard Lawrence intenta el asesinato del presidente Andrew Jackson (primer intento de asesinato sobre un presidente de Estados Unidos).
- 1841: la ciudad de Mayagüez en Puerto Rico es destruida por un incendio.
- 1847: la ciudad californiana de Yerba Buena es renombrada como San Francisco.
- 1856: en las cercanías de Constitución (Chile) naufraga el vapor Cazador. Mueren más de 400 personas, siendo la mayor tragedia naval ocurrida en Chile.
- 1900: en Sudáfrica, las fuerzas británicas solicitan refuerzos a Inglaterra en su guerra contra los bóer.
- 1911: en Bogotá se funda el diario El Tiempo.
- 1916: terminó la correspondencia Husayn-McMahon entre Husayn ibn Ali (jerife de La Meca) y el oficial británico Henry McMahon sobre la rebelión árabe contra el Imperio otomano.
- 1923: en el marco del Tratado de Lausana, Grecia y Turquía firman el Acuerdo para el Intercambio de Población.
- 1925: el gobierno de Turquía expulsa de Estambul al patriarca Constantino VI.
- 1933: en Alemania, Adolf Hitler asume la Cancillería del Reich. Véase Machtergreifung.
- 1933: en París (Francia), Édouard Daladier forma su Gobierno.
- 1933: en los Estados Unidos se estrena el programa radial de western The Lone Ranger (el Llanero Solitario).
- 1938: formación en Burgos (España) del Primer Gobierno nacional de España (1938-1939), en el que Francisco Franco asume oficialmente los cargos de jefe de Estado y de Gobierno.
- 1943: en el marco de la Segunda Guerra Mundial, se libra el segundo día de la batalla de la isla Rennell. Un torpedo japonés hunde al destructor Chicago.
- 1943: en el gueto de Letichiv (Ucrania), la Gestapo comienza la ejecución masiva de judíos. Mueren cerca de 7000 personas.
- 1943: la Fuerza Aérea Argentina adquiere el primer Douglas DC-3 a la empresa Air France (matrícula F-AQBT). Poco después es rematriculado T-169, y pasa, junto con los Dewoitine D.333 y D.338, a la Agrupación Transporte con asiento en la Base Aérea Militar El Palomar.[1]
- 1944: en el marco de la Segunda Guerra Mundial, las tropas estadounidenses desembarcan en Majuro.
- 1945: en aguas del mar Báltico, un submarino soviético hunde el barco Wilhelm Gustloff, lleno de refugiados alemanes. Mueren un total de 9343 personas, incluidos unos 5000 niños, lo que la convierte en la mayor tragedia naval de la historia.
- 1945: en el marco de la Segunda Guerra Mundial, 126 marines estadounidenses y la resistencia filipina liberan a 500 prisioneros del campo de prisioneros de Cabanatúan.
- 1945: en la Segunda Guerra Mundial, Adolf Hitler da su último discurso en el duodécimo aniversario de su llegada al poder.
- 1946: la Resolución 2 del Consejo de Seguridad de las Naciones Unidas es adoptada.
- 1948: en Nueva Delhi (capital de India), el fanático hinduista Nathuram Godse asesina al pacifista Mahatma Gandhi, líder de la independencia de India.
- 1952: la Resolución 97 del Consejo de Seguridad de las Naciones Unidas es adoptada.
- 1962: en un pozo a 363 metros bajo tierra, en el área U3aq del Sitio de pruebas atómicas de Nevada (a unos 100 km al noroeste de la ciudad de Las Vegas), a las 10:00 (hora local) Estados Unidos detona su bomba atómica Dormouse, de 10 kilotones. Es la bomba n.º 210 de las 1132 que Estados Unidos detonó entre 1945 y 1992.
- 1968: en el marco de la guerra de Vietnam, comienza la ofensiva del Tet cuando las fuerzas del Viet Cong lanzan una serie de ataques sorpresa en Vietnam del Sur. Aunque la ofensiva fue rechazada, comenzaría a levantar las primeras protestas en contra de la guerra en los Estados Unidos.
- 1969: en la azotea de Apple Records (en Londres), la banda británica de rock The Beatles toca su último concierto. Fue suspendido por la policía.
- 1972: en Derry (Irlanda del Norte) sucede el Domingo Sangriento. El ejército británico dispara contra una manifestación por los derechos civiles. Mueren 14 manifestantes y más de 14 quedan heridos. Queda desprestigiada la vía no violenta para resolver el conflicto entre católicos y protestantes.
- 1972: Pakistán se retira de la Commonwealth.
- 1989: en Kabul (Afganistán) se cierra la embajada de Estados Unidos.
- 1989: el pretendiente legitimista francés y duque de Cádiz Alfonso de Borbón fallece en un extraño accidente mientras descendía una pista de esquí en Avon, Colorado, cuando un cable tenso sobre la pista le seccionó el cuello.
- 1993: en Colombia, un grupo terrorista (posiblemente el Cártel de Medellín) realiza un atentado terrorista en el centro de Bogotá. Mueren 25 personas y quedan 70 heridas.
- 1994: el ajedrecista serbio Péter Lékó (de poco más de 14 años de edad) se convierte en el gran maestro más joven del mundo.
- 1994: El club argentino Gimnasia y Esgrima La Plata se proclama campeón de la Copa Centenario.
- 1996: Yuji Hyakutake descubre el cometa Hyakutake. Fue el más brillante del año, y uno de los que pasó más cerca de la Tierra.
- 1998: en Littleton (Estados Unidos), Eric Harris y Dylan Klebold son detenidos por robar una computadora desde el interior de una camioneta. Este es uno de los hechos que si la policía hubiera investigado habría evitado la masacre de Columbine.
- 1998: en Sevilla (España), la banda terrorista ETA asesina a tiros al concejal del PP Alberto Jiménez-Becerril y a su esposa Ascensión García.
- 2000: en el océano Atlántico, cerca de Costa de Marfil, un avión de la compañía aérea Kenya Airways se estrella causando la muerte de 169 personas.
- 2003: Bélgica reconoce los matrimonios del mismo sexo.
- 2005: en Irak tienen lugar las elecciones para elegir una Asamblea Nacional Constituyente, que tendrá como objetivo redactar una nueva Constitución para el país y, además, nombrar un presidente de la República, un primer ministro y al resto del Gobierno provisional. Simultáneamente se celebran las elecciones regionales para elegir los Consejos Legislativos de todas las provincias iraquíes; dichos Consejos deben elegir posteriormente a los gobernadores provinciales. Pero estas primeras elecciones democráticas en la historia iraquí son empañadas por el boicot de la minoría árabe suní a los comicios.
- 2007: en los Estados Unidos se lanza al mercado el sistema operativo Windows Vista de Microsoft, sucesor del Windows XP (que había sido lanzado en 2001).
- 2011: el Club Atlético Chacarita Juniors (Argentina), inaugura su nuevo estadio de cemento en San Martín, tras varios años jugando fuera de su ciudad.
- 2012: a 47 kilómetros al suroeste de Ica (Perú), a las 0:10 horas sucede un terremoto de 6,2 grados en la escala de Richter. Deja al menos 119 heridos.
- 2021: en Santiago de Chile se incendia el Hospital San Borja. No hubo heridos ni víctimas fatales.[2]
- 2021: El Club Atlas, equipo que se hizo popular por el show de TV 'Atlas, la otra pasión', logró el primer ascenso de su historia al pasar de la última categoría del fútbol argentino (Primera D) a la Primera C.
- 2021: en Brasil, el Palmeiras derrotó al Santos y conquistó su segunda Copa Libertadores de América.
- 2024: es reabierto el tramo Tezonco-Tláhuac de la Línea 12 del Metro de la Ciudad de México concluyendo el proceso de reapertura, tras permanecer casi 3 años cerrada por rehabilitación, tras el colapso en el tramo elevado (entre Olivos-Tezonco), que causara la muerte de 27 personas la noche del 3 de mayo de 2021 y que provocaría posteriormente un severo desorden vial sobre avenida Tláhuac.

## Nacimientos
- 58 a. C.: Livia Drusila, emperatriz romana (f. 29)
- 1505: Thomas Tallis, compositor inglés (f. 1585).
- 1628: George Villiers, II duque de Buckingham, político inglés (f. 1687).
- 1661: Charles Rollin, historiador y educador francés (f. 1741).
- 1697: Johann Joachim Quantz, compositor y flautista alemán (f. 1773).
- 1720: Charles De Geer, industrial y entomólogo sueco (f. 1778).
- 1721: Bernardo Bellotto, pintor italiano (f. 1780).
- 1780: Israel Pickens, político estadounidense (f. 1827).
- 1781: Adelbert von Chamisso, escritor alemán (f. 1838).
- 1805: Pedro Ampudia, general y político mexicano de origen cubano (f. 1868).
- 1817: Ignacio Merino, pintor peruano (f. 1876).
- 1832: Luisa Fernanda de Borbón, aristócrata española (f. 1897).
- 1841: Félix Faure, político francés, presidente entre 1895 y 1899 (f. 1899).
- 1845: José Domingo de Obaldía, político panameño, presidente de Panamá entre 1908 y 1910 (f. 1910).
- 1846: Ángela de la Cruz, religiosa española, fundadora de las Hermanas de la Cruz (f. 1932), canonizada por la Iglesia católica.
- 1862: Walter Johannes Damrosch, compositor y director de orquesta alemán (f. 1950).
- 1873: Pietro Porcelli, escultor italiano (f. 1940).
- 1878: Anton Hansen Tammsaare, escritor estonio (f. 1940).

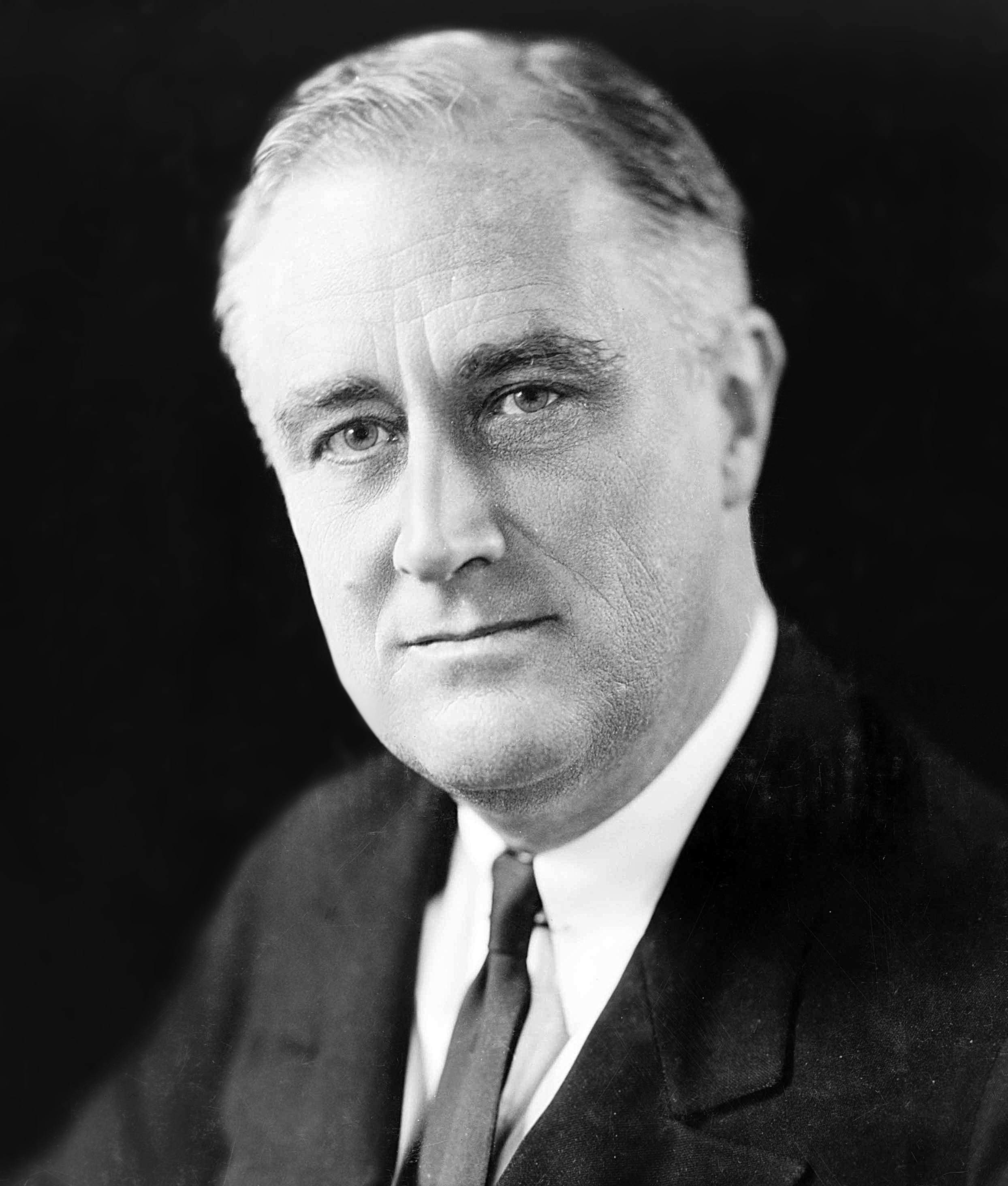
Franklin D. Roosevelt

- 1882: Franklin D. Roosevelt, presidente estadounidense (f. 1945).
- 1884: Pedro Pablo Ramírez, militar y dictador argentino, presidente de Argentina entre 1943 y 1944 (f. 1962).
- 1888: Beatrice Brigden, activista y pionera feminista canadiense (f. 1977).
- 1889: José Garibi Rivera, arzobispo mexicano, arquidiócesis de Guadalajara entre 1936 y 1969 (f. 1972).
- 1892: Friedrich Heiler, teólogo alemán (f. 1967).
- 1894: Boris III, rey búlgaro (f. 1943).
- 1899: Manuel López-Quiroga, pianista y compositor español (f. 1988).
- 1899: Max Theiler, virólogo sudafricano, premio nobel de medicina en 1951 (f. 1972).
- 1901: Rudolf Caracciola, piloto de automovilismo alemán (f. 1959).
- 1902: Nikolaus Pevsner, arquitecto alemán (f. 1983).
- 1910: Jacinto Castillo, pintor argentino (f. 1982).
- 1911: Roy Eldridge, músico estadounidense (f. 1989).
- 1911: Abderrahmane Farès, político argelino (f. 1991).
- 1911: Francisco Ponzán, anarquista español (f. 1944).
- 1912: Barbara Tuchman, historiadora y escritora estadounidense (f. 1989).
- 1914: Vittorio Cottafavi, cineasta italiano (f. 1988).
- 1914: John Ireland, actor canadiense (f. 1992).
- 1914: David Wayne, actor estadounidense (f. 1995).
- 1915: Joachim Peiper, militar alemán (f. 1976).
- 1915: John Profumo, ministro de Defensa británico (f. 2006).
- 1919: José Basso, pianista, director de orquesta y compositor argentino de tango (f. 1993).
- 1919: Nikolái Glazkov, poeta soviético (f. 1979).
- 1919: Enrique Jarnés Bergua, escritor y guionista español (f. 1986).
- 1920: Michael Anderson, director británico. (f.2018)
- 1920: Carwood Lipton, veterano de guerra estadounidense (f. 2001).
- 1920: Delbert Mann, cineasta estadounidense (f. 2007).
- 1922: Dick Martin, cómico estadounidense (f. 2008).
- 1924: Marco Antonio Lacavalerie, periodista deportivo y presentador de televisión venezolano (f. 1995).
- 1924: Domingo Di Núbila, periodista y crítico de cine argentino (f. 2000).
- 1924: Lloyd Alexander, escritor estadounidense (f. 2007).
- 1925: Douglas Engelbart, inventor estadounidense. (f.2013)
- 1925: Dorothy Malone, actriz estadounidense (f. 2018).
- 1926: Esther Granados, cantante peruana (f. 2012).
- 1927: Olof Palme, político sueco, primer ministro de Suecia entre 1969-1976 y 1982-1986 (f. 1986).
- 1928: Ruth Brown, cantante estadounidense (f. 2006).
- 1928: Carmen Naranjo, escritora costarricense (f. 2012).
- 1929: Isamu Akasaki, ingeniero electrónico y científico japonés, premio nobel de física en 2014 (f. 2021).
- 1929: Jay E. Adams, escritor y teólogo estadounidense (f. 2020).
- 1930: Samuel Byck, estadounidense, autor material de un atentado contra el presidente Richard Nixon (f. 1974).
- 1930: Gene Hackman, actor estadounidense (f. 2025).
- 1930: Egon Klepsch, político alemán (f. 2010).
- 1932: José María Paolantonio, abogado, dramaturgo, guionista y director de cine, de teatro y de televisión argentino (f. 2021).
- 1933: Sergio Renán, actor, director de cine, teatro y ópera argentino. (f. 2015)

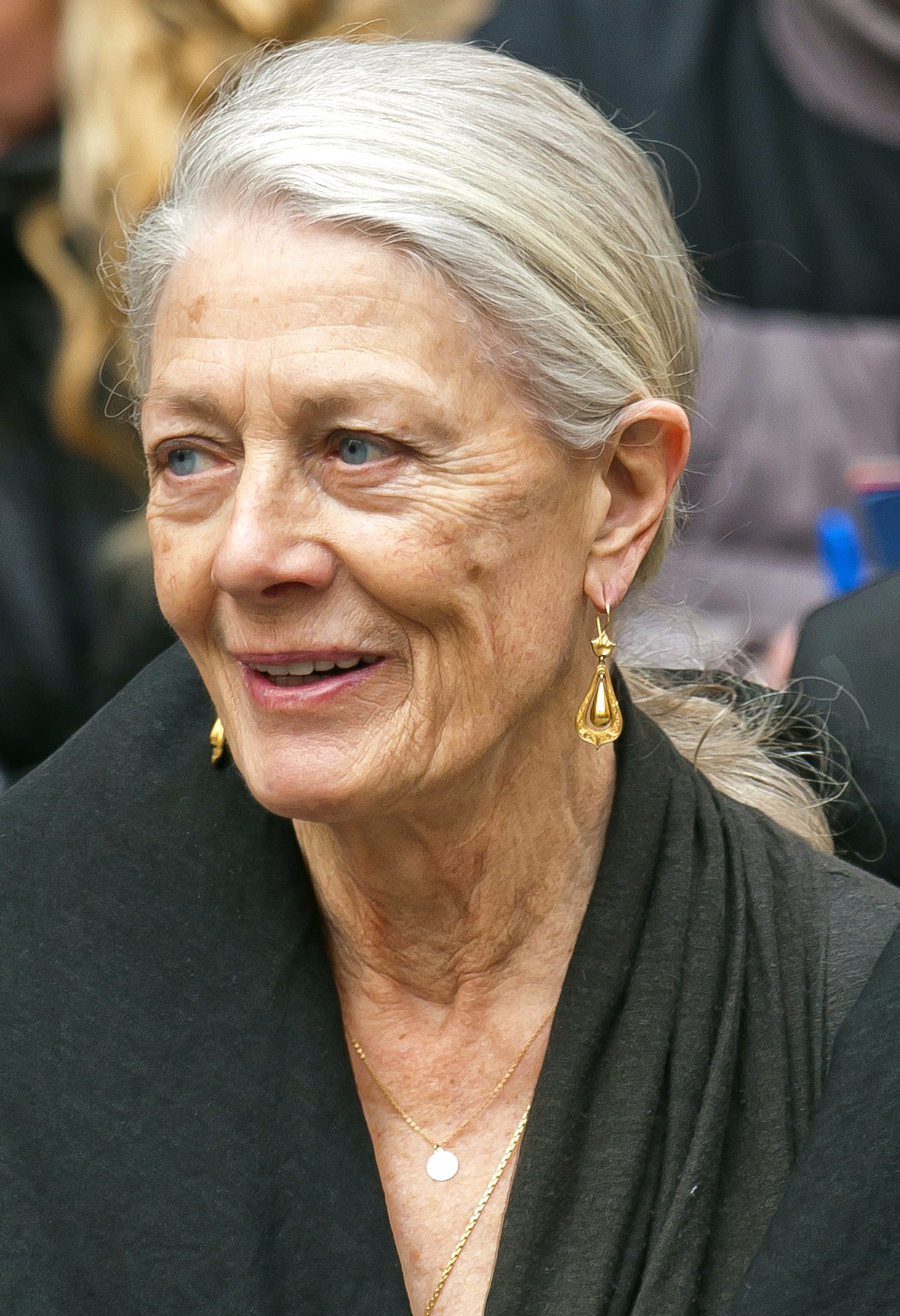
Vanessa Redgrave

- 1933: Coquito (Humberto Ortiz), actor y guionista argentino, compañero del Capitán Piluso (f. 1982).
- 1934: Claudio Rodríguez, poeta español (f. 1999).
- 1935: Richard Brautigan, poeta y escritor estadounidense (f. 1984).
- 1935: Elsa Martinelli, actriz italiana (f. 2017).
- 1935: Pedro Schwartz, político, economista y jurista español.
- 1935: Jean Tiberi, magistrado y político francés.
- 1936: Maty Huitrón, actriz mexicana (f. 2019).
- 1936: Patrick Caulfield, pintor e ilustrador británico (f. 2005).
- 1937: Vanessa Redgrave, actriz británica.
- 1937: Borís Spaski, ajedrecista ruso (f. 2025).
- 1938: Islom Karimov, presidente uzbeko (f. 2016).

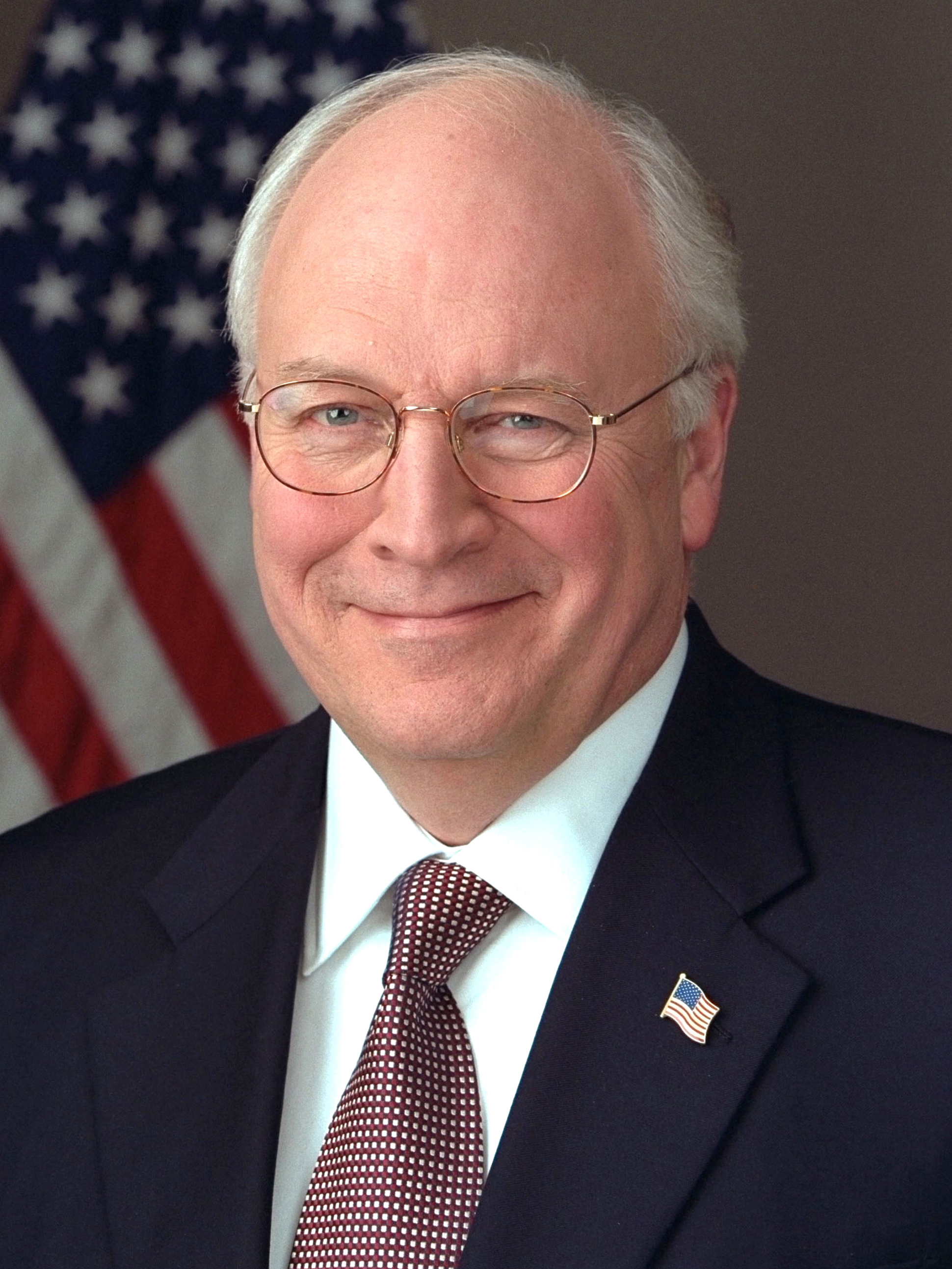
Dick Cheney

- 1939: Alberto Suárez Inda, cardenal mexicano.
- 1939: Gilberto Rodríguez Orejuela, narcotraficante colombiano, fundador del Cartel de Cali (f. 2022).
- 1941: Gregory Benford, escritor y científico estadounidense.
- 1941: Dick Cheney, político estadounidense.
- 1942: Marty Balin, músico estadounidense (f. 2018).
- 1943: Marta Minujín, artista plástica argentina.
- 1944: Willy Wullich, actor, productor, cineasta y director de teatro argentino (f. 2010).
- 1945: Cristina Rota, actriz, productora y profesora de arte dramático argentino-española.
- 1946: Vicente Ameztoy, pintor español (f. 2001).
- 1946: Antonio Colinas, poeta español.
- 1947: Steve Marriott, músico británico, de la banda The Small Faces (f. 1991).

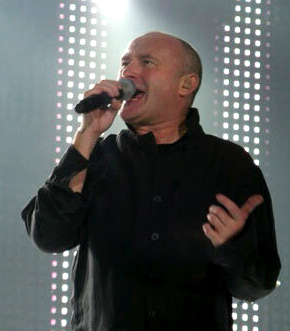
Phil Collins

- 1948: Danilo Devizia, actor argentino (f. 2002).
- 1949: Peter Agre, biólogo estadounidense, premio nobel de química en 2003.
- 1949: Henry Cele, actor, futbolista y entrenador de fútbol sudafricano (f. 2007)
- 1951: Phil Collins, músico británico, exlíder de banda Génesis.
- 1951: Charles S. Dutton, actor estadounidense.
- 1951: Mara Zampieri, soprano italiana.
- 1953: Salvador Nasralla, periodista hondureño.
- 1953: Laurentino Cortizo, político panameño, presidente de Panamá entre 2019 y 2024.
- 1954: Jochen Kowalski, contratenor alemán.
- 1955: John Baldacci, político estadounidense.
- 1956: Keiichi Tsuchiya, piloto japonés de automovilismo.
- 1957: Payne Stewart, golfista estadounidense (f. 1999).
- 1958: Marek Łbik, piragüista polaco.
- 1959: Mark Eitzel, cantante estadounidense.

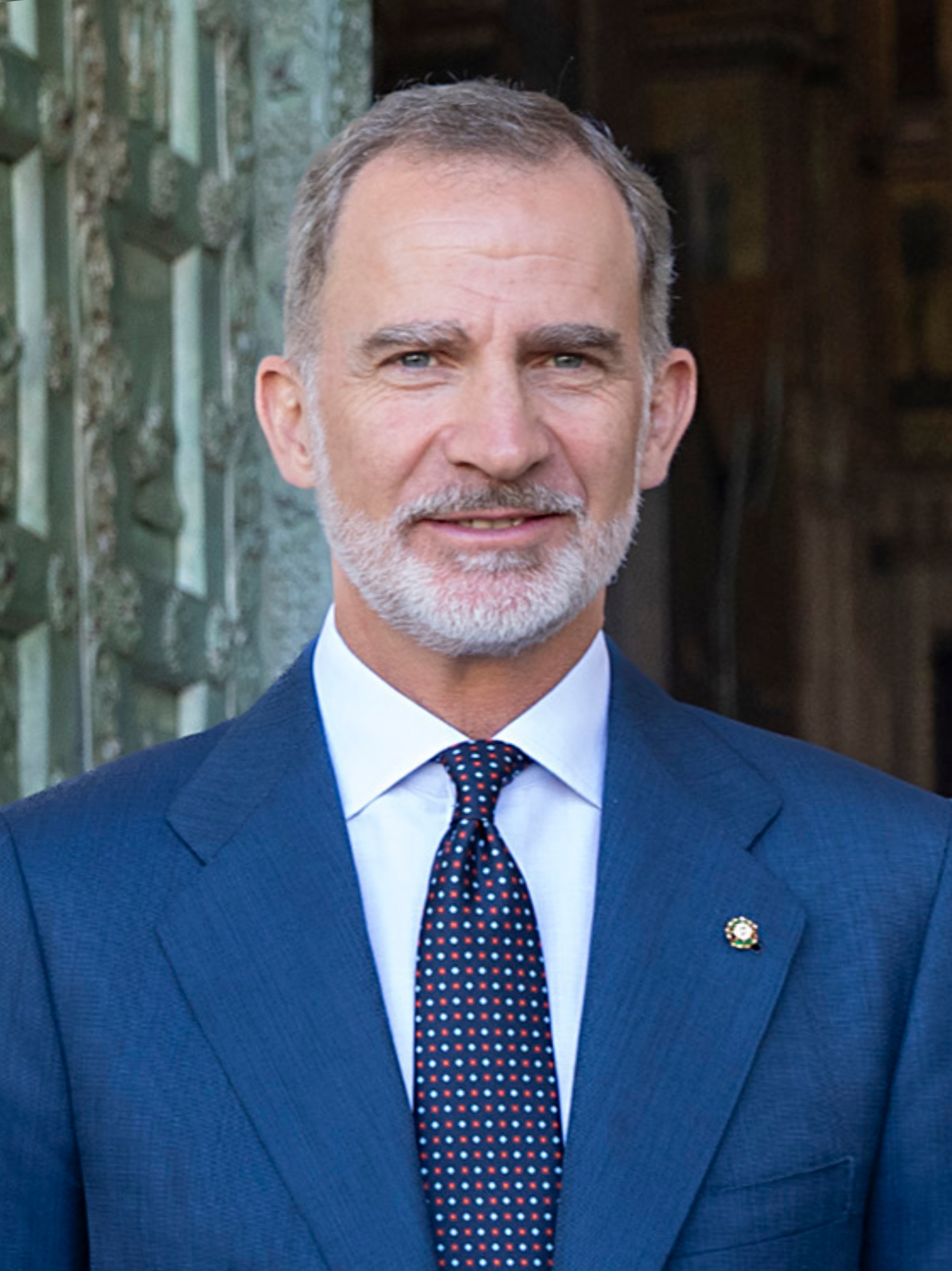
Felipe VI de España

- 1960: Alejandro Sokol, músico, vocalista y compositor argentino (f. 2009).
- 1961: Dionisio Faulbaum, político chileno.
- 1962: Abdalá II, rey jordano.
- 1965: Wolfgang Feiersinger, futbolista austríaco.
- 1965: Julie McCullough, actriz y modelo estadounidense.
- 1968: Trevor Dunn, músico estadounidense, de las bandas Mr. Bungle y Fantômas.
- 1968: Dolan Mor, poeta cubano.
- 1968: Felipe VI de España, rey de España desde 2014.
- 1970: Álvaro Nadal, político español.
- 1970: Diego Pérez, actor, humorista y conductor argentino.
- 1971: Luis Manuel Ávila, actor y cantante mexicano.

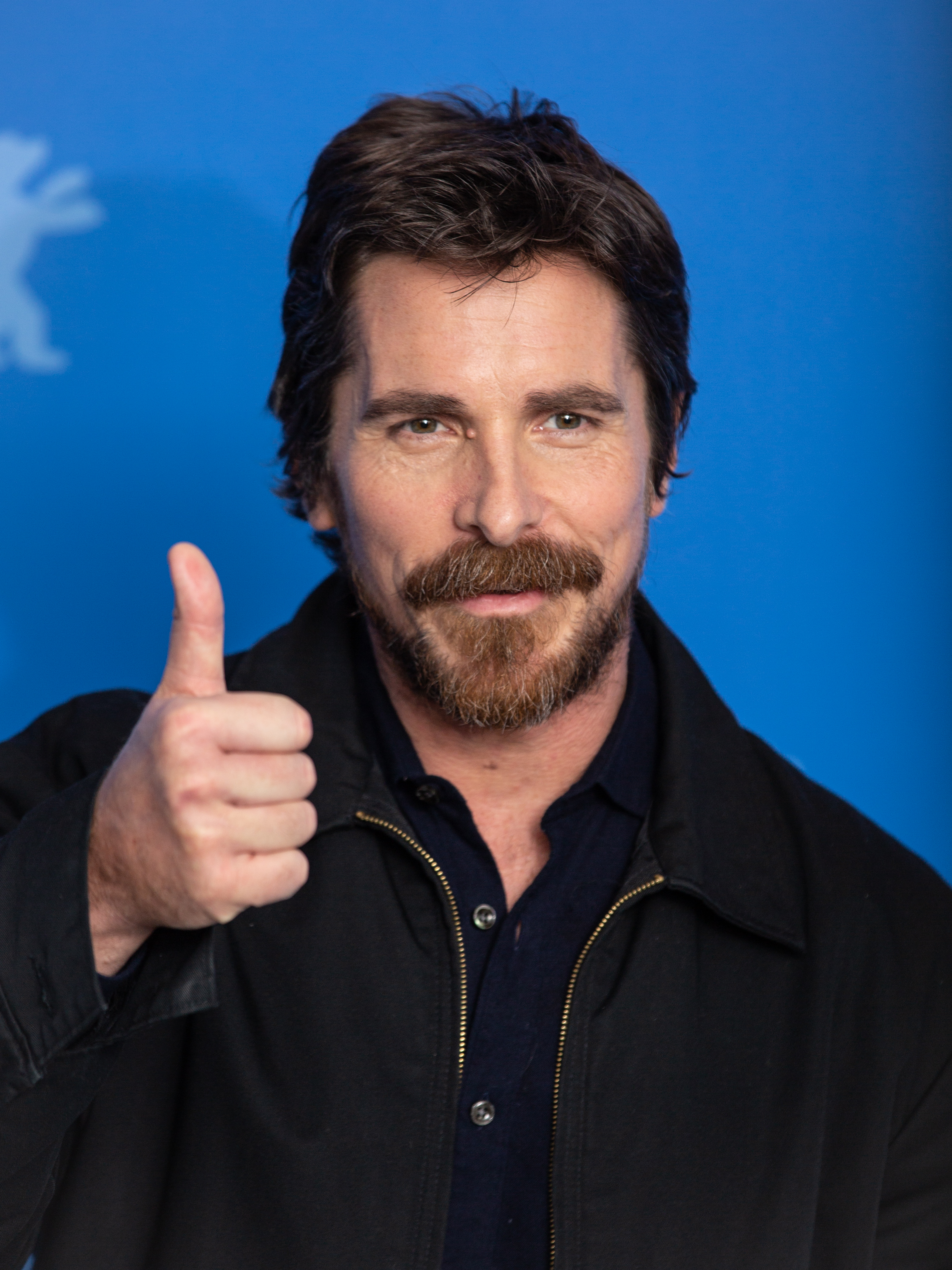
Christian Bale

- 1971: Erik Rubín, cantante mexicano.
- 1972: Mike Johnson (político), político estadounidense y presidente del congreso de los Estados Unidos de América.
- 1973: Jalen Rose, baloncestista estadounidense.
- 1973: Yoshihiro Nishida, futbolista japonés.
- 1974: Christian Bale, actor británico.
- 1974: Charlie Zaa, cantante colombiano de boleros.
- 1974: Gilber Caro, político y prisionero político venezolano
- 1974: Jailton Nunes de Oliveira, futbolista brasileño.
- 1974: Maren Eggert, actriz alemana.
- 1974: Olivia Colman, actriz británica.
- 1974: Renny Ribera, futbolista boliviano.
- 1974: Abdel-Zaher El-Saqqa, futbolista egipcio.
- 1975: Juninho Pernambucano, futbolista brasileño.
- 1975: Luigi Sartor, futbolista italiano.
- 1975: Giacomo Galanda, baloncestista italiano.
- 1975: Vitali Tasenko, futbolista ruso (f. 2025).
- 1975: Yumi Yoshimura, cantante de pop japonés (Puffy AmiYumi).
- 1977: Martín Pampiglione, cantante argentino.
- 1977: Adam Minarovich, actor estadounidense.
- 1979: Michelle Langstone, actriz neozelandesa.
- 1979: Luis Amaranto Perea, futbolista colombiano.
- 1979: Carlos Latre, humorista español.
- 1979: Davide Simoncelli, esquiador italiano.
- 1979: Raphael Schäfer, futbolista alemán.
- 1980: Mary Wineberg, es una atleta estadounidense.
- 1980: Angela Williams, es una atleta estadounidense.
- 1980: Nino Sadgobelashvili, escritora georgiana.
- 1981: Nataliya Pyhyda, es una atleta ucraniana.
- 1981: Satoko Suetsuna, es una jugadora de bádminton japonesa.
- 1981: Afonso Alves, futbolista brasileño.
- 1981: Dimitar Berbatov, futbolista búlgaro.
- 1981: Peter Crouch, futbolista británico.
- 1982: Irina Acsinte, es una deportista remera rumana.
- 1982: Małgorzata Wojtkowiak, esgrimidora polaca.
- 1982: DeSagana Diop, baloncestista senegalés.
- 1982: Gilles Yapi Yapo, futbolista marfileño.
- 1983: Slaveika Ruzhinska, es una halterófila búlgara.
- 1983: Sayaka Shōji, es una violinista japonesa.
- 1984: Wang Luodan, es una actriz y cantante china.
- 1984: Tan Xue, esgrimista china.
- 1984: Natalia Durán, actriz y modelo colombiana.

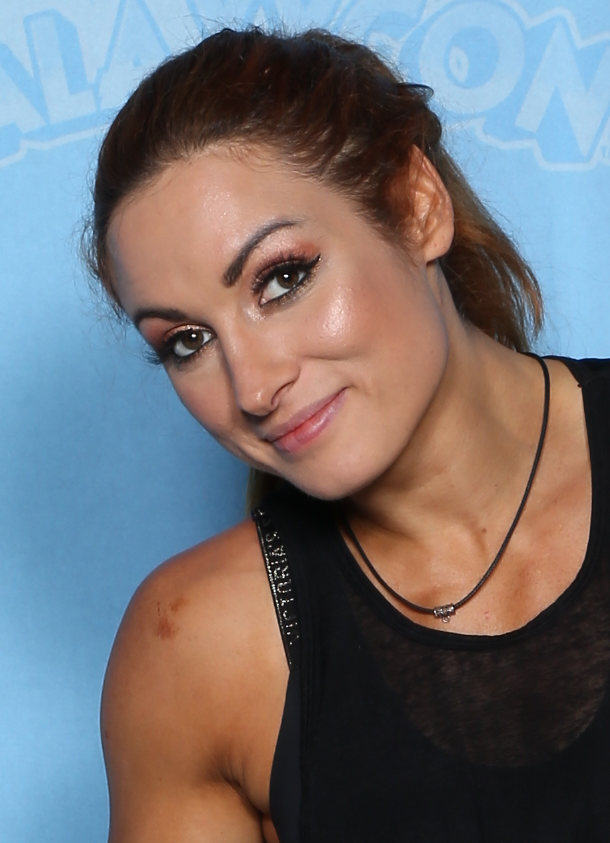
Becky Lynch

- 1985: Ross Federman, baterista de la banda estadounidense Tally Hall
- 1985: Gisela Dulko, tenista argentina.
- 1985: Ivana Kmeťová, piragüista eslovaca.
- 1985: Susannah Cahalan, escritora estadounidense.
- 1985: Ximena Duque, modelo y actriz colombiana.
- 1985: Tomás Costa, futbolista argentino.
- 1986: Lucas Biglia, futbolista argentino.
- 1987: Becky Lynch, luchadora profesional y actriz irlandesa.
- 1987: Phil Lester, youtuber británico.
- 1987: Arda Turan, futbolista turco.
- 1987: Glynor Plet, futbolista neerlandés.
- 1987: Matthías Vilhjálmsson, futbolista islandés.
- 1988: Rob Pinkston, actor estadounidense.
- 1988: Zulma Rey, actriz y modelo colombiana.
- 1988: Martyna Synoradzka, esgrimidora polaca.
- 1989: Tomás Mejías, futbolista español.
- 1989: Christopher Schorch, futbolista alemán.
- 1990: Eiza González, actriz y cantante mexicana.
- 1990: Jake Thomas, actor estadounidense.
- 1990: Yoon Bo-ra, actriz surcoreana.
- 1990: Mitchell Starc, jugador de críquet australiano.
- 1990: Eddy Álvarez, beisbolista estadounidense.
- 1990: Alexandr Nikoláyev, piragüista ruso.
- 1991: Ronnie Fernández, futbolista chileno.
- 1991: Bunjamin Shabani, futbolista macedonio.
- 1992: Bryan Verboom, futbolista belga.
- 1992: Jessica Samuelsson, futbolista sueca.
- 1992: Rafał Pietrzak, futbolista polaco.
- 1994: Filip Wichman, futbolista polaco.
- 1994: Hatim Belal, futbolista saudí.
- 1994: Werenoi, rapero francés (f. 2025).
- 1995: Danielle Campbell, actriz estadounidense.
- 1995: Luis Miranda, comediante y humorista chileno.
- 1995: Marcos Llorente, futbolista español.
- 1995: Urtzi Iriondo, futbolista español.
- 1995: Lucas Ahijado, futbolista español.
- 1995: Marian Sarr, futbolista alemán.
- 1995: Gregory Karlen, futbolista suizo.
- 1996: Martina Fusini, futbolista italiana.
- 1996: Paweł Bochniewicz, futbolista polaco.
- 1996: Franz Brorsson, futbolista sueco.
- 1996: Maycol Montero, futbolista hondureño.
- 1996: Jonielle Smith, atleta jamaicana.
- 1996: Abdelrahman Abdou, balonmanista egipcio.
- 1997: Unai Núñez, futbolista español.
- 1997: Ryosuke Kojima, futbolista japonés.
- 1997: Rohan Wight, ciclista australiano.
- 1997: Daniel de la Rúa, baloncestista español.
- 1998: Grigoris Kastanos, futbolista chipriota.
- 1998: Jesús Angulo, futbolista mexicano.
- 1998: Erick Arias, futbolista hondureño.
- 1999: Viveca Lindfors, patinadora artística finlandesa.
- 1999: Ivan Nagler, piloto de luge italiano.
- 1999: Aleksejs Saveļjevs, futbolista letón.
- 1999: Yosuke Hanya, futbolista japonés.
- 1999: Yassin Fortune, futbolista francés.
- 1999: Yalçın Kayan, futbolista turco.
- 1999: Jimena López, futbolista mexicana.
- 1999: Andrea Norheim, futbolista noruega.
- 1999: Agustín Ortiz, futbolista chileno.
- 1999: Gabriel Mazuela, futbolista chileno.
- 1999: Ibon Ruiz, ciclista español.
- 1999: Dmytro Riznyk, futbolista ucraniano.
- 2000: Martín Solar, futbolista español.
- 2000: Benee, cantante neozelandesa.
- 2000: Ayoub Jabbari, futbolista marroquí.
- 2000: Bryan Woo, beisbolista estadounidense.
- 2000: Daniela Villareal, guitarrista y vocalista de The Warning.
- 2001: Matthäus Taferner, futbolista austriaco.
- 2002: Christos Tzolis, futbolista griego.
- 2002: Mario Climent, futbolista español.
- 2003: Calvin Twigt, futbolista neerlandés.
- 2004: Francisco Javier Hernández Coarasa, futbolista español.
- 2006: Michał Gurgul, futbolista polaco.
- 2007: Zhang Zhijie, jugador de bádminton chino (f. 2024).
- 2007: Sydney Schertenleib, futbolista suiza.

## Fallecimientos
- 680: Batilda de Chelles, reina de Burgundia y Neustria, esposa del rey merovingio Clodoveo II (n. 626).
- 1030: Guillermo V de Aquitania (n. 969).
- 1181: Takakura, aristócrata japonés, emperador entre 1166 y 1180 (n. 1161).
- 1384: Luis II, aristócrata flamenco (n. 1330).
- 1574: Damião de Góis, filósofo portugués (n. 1502).
- 1649: Carlos I, rey de Inglaterra, Escocia e Irlanda (n. 1600).
- 1730: Pedro II de Rusia, emperador ruso (n. 1715).
- 1806: Vicente Martín Soler, compositor español (n. 1754).
- 1836: Betsy Ross, patriota estadounidense (n. 1752).
- 1844: John Addison, compositor y contrabajista británico (n. 1765).
- 1847: Virginia Eliza Clemm, mujer estadounidense, prima y esposa del escritor Edgar Allan Poe (n. 1822).
- 1858: Coenraad Jacob Temminck, zoólogo neerlandés (n. 1778).
- 1867: Kōmei Tennō, emperador japonés (n. 1831).
- 1872: Felicitas Guerrero, viuda argentina (n. 1846).
- 1888: Asa Gray, botánico estadounidense (n. 1810).
- 1889: Rodolfo de Habsburgo, aristócrata austrohúngaro (n. 1858).
- 1912: José María Esquerdo, psiquiatra español (n. 1842).
- 1915: David Galván Bermúdez, sacerdote mexicano, mártir de la Guerra Cristera (n. 1881).
- 1926: Barbara La Marr, actriz estadounidense (n. 1896).
- 1928: Johannes Fibiger, médico danés, premio nobel de medicina en 1926 (n. 1867).
- 1945: Pedro Paulet, ingeniero y científico peruano (n. 1874).
- 1948: Mahatma Gandhi, líder político pacifista indio (n. 1869).
- 1948: Orville Wright, pionero de la aviación estadounidense (n. 1871).
- 1951: Ferdinand Porsche, ingeniero automovilístico austriaco-alemán (n. 1875).
- 1952: Alejo Bay, político mexicano (n. 1881).
- 1953: Pasquale Rizzoli, escultor italiano (n. 1871).
- 1955: Salvador González Anaya, escritor español (n. 1879).
- 1958: Ernst Heinkel, ingeniero alemán pionero de la aviación (n. 1888).
- 1963: Francis Poulenc, compositor francés (n. 1899).
- 1967: Eddie Tolan, atleta estadounidense (n. 1908).
- 1969: Georges Pire, monje belga, premio nobel de la paz en 1958 (n. 1910).
- 1969: Li Zongren, militar y político chino (n. 1890).
- 1973: José Zanier, ingeniero ítalo-argentino (n. 1905).
- 1975: Boris Blacher, compositor alemán nacido en China (n. 1903).
- 1976: Mance Lipscomb, músico estadounidense (n. 1895).
- 1980: Professor Longhair, músico estadounidense (n. 1918).
- 1982: Lightnin' Hopkins, músico estadounidense (n. 1912).
- 1982: Stanley Holloway, actor y animador británico (n. 1890).
- 1983: Coralia Fandiño Ricart, mujer gallega, de las hermanas Las Dos Marías (n. 1914).
- 1984: Alejandro Goicoechea, ingeniero español (n. 1895).
- 1986: Iván Papanin, científico, explorador polar y contraalmirante soviético (n. 1894).
- 1989: Alfonso de Borbón y Dampierre, político español, pretendiente al trono de España y Francia (n. 1936).
- 1991: John Bardeen, físico estadounidense, premio nobel de física en 1956 y 1972 (n. 1908).
- 1991: José Ferrater Mora, filósofo y ensayista español (n. 1912).
- 1991: John McIntire, actor de cine estadounidense (n. 1907).
- 1994: Pierre Boulle, escritor francés (n. 1912).
- 1995: Gerald Durrell, naturalista británico (n. 1925).
- 1996: Luis Tasca, actor argentino (n. 1932).
- 1997: Cayetano Luca de Tena, director teatral español (n. 1917).
- 1998: Richard Cassilly, tenor estadounidense (n. 1927).[cita requerida]
- 1998: Alberto Jiménez-Becerril Barrio, político español asesinado por la banda terrorista ETA (n. 1960).
- 1999: Raúl Morales Adriasola, político chileno (n. 1929).
- 1999: Svetlana Savyolova, actriz soviética de cine y teatro
- 2002: Alberto Busaid, actor argentino (n. 1938).
- 2002: Juan Viñas, periodista español (n. 1918).
- 2003: Mary Ellis, actriz de teatro británica (n. 1897).
- 2006: Coretta Scott King, activista estadounidense pro derechos civiles (n. 1927).
- 2006: Wendy Wasserstein, guionista estadounidense (n. 1950).
- 2006: Lola Cardona, actriz española (n. 1936).
- 2007: Sidney Sheldon, escritor y guionista estadounidense (n. 1917).
- 2008: Marcial Maciel Degollado, religioso y pedófilo mexicano (n. 1920).
- 2008: Fernando de Higueras, arquitecto español (n. 1930).
- 2008: Wilber Varela, narcotraficante colombiano (n. 1957).
- 2009: Ingemar Johansson, boxeador sueco (n. 1932).
- 2011: Fernando Cebrián, actor español (n. 1929).
- 2011: John Barry, compositor británico de música de cine (n. 1933).
- 2011: Maha Boowa Ñanasampanno, monje budista tailandés (n. 1913).
- 2013: Gamal al-Banna, escritor, sindicalista y erudito egipcio (n. 1920).
- 2013: José Cardona, futbolista hondureño (n. 1939).[3]
- 2013: Ferruccio Musitelli, fotógrafo y cineasta uruguayo (n. 1927).
- 2013: Ann Rabson, cantante y música estadounidense de blues (n. 1945).
- 2013: Roger Raveel, pintor belga (n. 1921).
- 2013: Janusz Wichowski, baloncestista polaco (n. 1936).
- 2015: Zheliu Zhelev, presidente búlgaro (n. 1935).
- 2015: Carl Djerassi, químico, novelista y dramaturgo estadounidense de origen austriaco (n. 1923).
- 2015: Juan Carlos Galván, actor argentino (n. 1931).
- 2015: Geraldine McEwan, actriz británica (n. 1932).
- 2015: Ricardo Bressani, doctor en bioquímica e inventor guatemalteco (n. 1926).
- 2016: Francisco Flores, político salvadoreño, presidente de El Salvador entre 1999 y 2004 (n. 1959).
- 2016: Frank Finlay, actor británico (n. 1926).
- 2018: Mark Salling, actor estadounidense (n. 1982).
- 2019: Stewart Adams, químico y farmacólogo británico (n. 1923).
- 2019: Dick Miller, actor estadounidense (n. 1928).
- 2021: Sophie, cantante, compositora, productora y DJ británica (n. 1986).
- 2023: Alexis Ravelo, escritor español (n.1971).
- 2023: Ann McLaughlin Korologos, política estadounidense, secretaria de Trabajo entre 1987 y 1989 (n. 1941).[4]
- 2025: Julius Chan, político papú, Primer ministro de Papúa Nueva Guinea entre 1980 y 1982 y entre 1994 y 1997 (n. 1939).
- 2025: Marianne Faithfull, cantante y actriz británica (n. 1946).

## Celebraciones
- Día Mundial de las Enfermedades Tropicales Desatendidas.[5]
Entre estas afecciones se incluye a la enfermedad de Chagas, el dengue, la rabia, la sarna, y la lepra, entre otras.
(en inglés: World Neglected Tropical Diseases).

- Día Escolar de la No Violencia y la Paz (DENIP). En el aniversario de la muerte de Mahatma Gandhi en 1948 (hace 77 años).[6]Jornada educativa para una educación no-violenta y pacificadora.

- Día Internacional del Técnico Electrónico.[7][8]

- Día Internacional del Croissant.[9]
Pieza de bollería originaria de Viena (Austria). Se elabora con tres sencillos ingredientes: masa de hojaldre, levadura y mantequilla.

 Por países
(Por orden alfabético)
- Argentina: 
  -  Buenos Aires: 
    - Aniversario de Florencio Varela.[10]
Fundación: 30 de enero de 1891 (134 años).[11]

- Azerbaiyán:
  - Día profesional de los funcionarios de aduana. (laborable).
(en inglés: Day of Azerbaijani customs).

- Brasil: 
  - Día de Saudade.

- Estados Unidos: 
  - Día de Escapar y Tener una Aventura.
(en inglés: National Escape Day).
  - Plan para el Día de Vacaciones.
(en inglés: National Plan for Vacation Day).
  - Día de Responder Mensajes Estúpidos.
(en inglés: National Inane Answering Message Day).
  - Yodel para el Día de tus Vecinos.
(en inglés: Yodel for Your Neighbors Day).
  - Día para Dibujar un Dinosaurio
(en inglés: National Draw a Dinosaur Day).
    -  California,
    -  Florida,
    -  Hawaii,
    -  Míchigan[12]y
    -  Virginia:
      - Día Fred Korematsu de las Libertades Civiles y la Constitución.[13]Se celebra el 30 de enero en California y en un número cada vez mayor de estados adicionales para conmemorar el cumpleaños de Fred Korematsu, un activista de derechos civiles japonés-estadounidense conocido por resistir el internamiento de japoneses-estadounidenses. También reconoce las libertades y derechos civiles estadounidenses según la Constitución de los Estados Unidos. Es el primer día o celebración en la historia de Estados Unidos que lleva el nombre de un estadounidense de origen asiático.
(en inglés: Fred Korematsu Day).

- Grecia: 
  - Día del Maestro. En esta fecha se conmemora a Basilio el Grande, Gregorio el Teólogo y Juan Crisóstomo, los Tres Santos Jerarcas y educadores de la Iglesia Ortodoxa.

Compartidas
- Unión Europea: 
  - Día del Canto a la Tirolesa (Yodel).
Canto sin palabras mediante gesticulación sonora, tradición de los países europeos de la región de los Alpes.

### Santoral católico

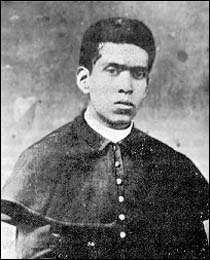
Santo mexicano David Galván.

- San Matías de Jerusalén, obispo (s. II).[14]
- San Barsimeo de Edessa, obispo (s. III).
- San Geminiano de Módena, obispo (s. IV).
- Santa Martina de Roma (677).
- Santa Batilde de Chelle (680).[14]
- Santa Aldegunda de Maubeuge, abadesa (c. 684).[14]
- San Armentario de Pavía, obispo (d. 731).[14]
- San Teófilo el Joven, mártir (792).[14]
- San Adelelmo de Burgos, abad (1097).[14]
- Beato Francisco Taylor, mártir (1584).[14]
- Santa Jacinta Mariscotti,[14] virgen, de la Tercera Orden Regular de San Francisco (1640).
- Beato Sebastián Valfré,[14]presbítero de la Congregación del Oratorio (1710).
- San Pablo Ho Hyob, mártir (1840).[14]
- Santo Tomás Khuong, presbítero y mártir (1860).[14]
- San David Galván, presbítero y mártir (1915).[14](imagen ilustrativa).
- San Muciano María Viaux,[14]de los Hermanos de las Escuelas Cristianas (1917).
- Beato Columba Marmión (José), (1923).
- Beata Carmen García Moyón, mártir (1937).[14]
- Beato Segismundo Pisarski, presbítero y mártir (1943).[14]